# William Spaaij
William Henri Tom Spaaij (Zwolle, 8 maart 1983) is een Nederlands musicalacteur, zanger, danser en regisseur.

## Biografie
Spaaij heeft als vooropleiding lichte zang gedaan bij het conservatorium in Zwolle. Daarna volgde hij de opleiding Musicaltheater aan de Fontys Dansacademie in Tilburg. Hij kreeg daarnaast ook workshops van Stanley Burleson, Karin Bloemen, Gerrie van der Klei en Bert Stoots. Ook heeft hij een workshop bij het Broadway Dance Center in New York gedaan. Verder heeft Spaaij ooit een uitwisseling gedaan met een musicalschool in Londen.
In mei 2010 werd in het programma Life4You bekend dat Spaaij en Noortje Herlaar, zijn tegenspeelster in de musical Mary Poppins, een relatie hebben. In maart 2015 eindigde hun relatie.
Spaaij heeft een relatie en is vader van een zoon.

## Theater
| Jaar        | Titel                            | Rol                                                     | Producent                                               |
| ----------- | -------------------------------- | ------------------------------------------------------- | ------------------------------------------------------- |
| 2004 - 2005 | Crazy for You                    | Ensemble / Understudy Bobby Child                       | Stage Entertainment                                     |
| 2005 - 2006 | Ti-ta-tovenaar                   | Ensemble / Understudy Kwark / Understudy Tom de Tuinman | Albert Verlinde Entertainment                           |
| 2005        | Café Diablo                      | Tom                                                     | n.v.t.                                                  |
| 2006 - 2007 | Grease                           | Kenickie / Alternate Danny Zuko                         | Albert Verlinde Entertainment                           |
| 2007        | Shhh... it happens!              | Bro                                                     | Amsterdam Independent Theatre                           |
| 2008        | Fame                             | Joe Vegas                                               | Albert Verlinde Entertainment                           |
| 2009        | Footloose                        | Ren McCormack                                           | Albert Verlinde Entertainment                           |
| 2009        | Piaf                             | Paul                                                    | Albert Verlinde Entertainment                           |
| 2009        | Hairspray                        | Alternate Link Larkin                                   | Albert Verlinde Entertainment                           |
| 2010 - 2011 | Mary Poppins                     | Bert                                                    | Stage Entertainment                                     |
| 2010        | Musicals Gone Mad                | Solist                                                  | Amsterdam Independent Theatre                           |
| 2011 - 2012 | Ramses                           | Jonge Ramses                                            | Albert Verlinde Entertainment                           |
| 2012 - 2013 | Shrek                            | Shrek                                                   | Albert Verlinde Entertainment                           |
| 2013 - 2014 | De kleine blonde dood            | Boudewijn                                               | Albert Verlinde Entertainment                           |
| 2014        | The last 5 years                 | Nathan                                                  | M-Lab                                                   |
| 2015        | Sonneveld in DeLaMar             | Understudy Friso Wiegersma                              | Stage Entertainment                                     |
| 2015 - 2016 | De Tweeling                      | David                                                   | Stichting Theateralliantie                              |
| 2016        | Rent in Concert                  | Mark Cohen                                              | DeLaMar Producties                                      |
| 2016 - 2017 | Hair                             | Berger                                                  | Stage Entertainment                                     |
| 2017 - 2019 | Was getekend, Annie M.G. Schmidt | Flip van Duijn 2009                                     | Stage Entertainment                                     |
| 2020        | Lazarus                          | Valentine                                               | Stage Entertainment                                     |
| 2021        | The Sound of Music               | Max Detweiler                                           | Stage Entertainment                                     |
| 2022-2023   | Dagboek van een Herdershond      | Kapelaan Lumens                                         | Toneelgroep Maastricht en Albert Verlinde Entertainment |
| 2022        | Falsettos                        | Marvin                                                  | OpusOne                                                 |
| 2023        | Grease                           | Vince Fontaine en Teen Angel                            | Albert Verlinde Entertainment                           |
| 2024        | Jesus Christ Superstar           | Alternate Koning Herodes                                | Senf theaterpartners                                    |
| 2024 - 2025 | Shrek                            | Shrek                                                   | Van Hoorne Entertainment                                |
| 2025        | Elisabeth                        | Luigi Lucheni                                           | Albert Verlinde Entertainment                           |

## Televisie
- 2007 Goede tijden, slechte tijden - Thijs van Dam
- 2010 ONM - Lars Tijger
- 2011 Het Sinterklaasjournaal - Schoorsteenveger
- 2012 Wie is de Mol? - Kandidaat (afvaller 6)
- 2015 messiah masterclass - zichzelf
- 2016 Het Sinterklaasjournaal - Pietenspotter
- 2024 The Passion - Jezus
- 2024 Make Up Your Mind - Nikita
- 2024 DNA Singers - Deelnemer (zong duet met zijn moeder

## Film
- 2010 Toy Story 3 - Ken (stem)
- 2011 Hawaiian Vacation - Ken (stem)
- 2014 30 Milligram - hoofdrol en scenario[2]
- 2024: De Kameleon aan de ketting - Jochem

## Regie
- 2017 Voor alles een eerste keer
- 2019 Stil in Mij
- 2021 Zodiac de Musical
- 2022 our house de musical

## Nominaties
- John Kraaijkamp Musical Awards 2018: Beste mannelijke hoofdrol in een grote musical voor zijn rol als Flip van Duijn in Was Getekend, Annie M.G. Schmidt - nominatie
- John Kraaijkamp Musical Awards 2015: Beste mannelijke hoofdrol in grote musical voor zijn rol als David in De tweeling - nominatie
- John Kraaijkamp Musical Awards 2014: Beste mannelijke hoofdrol in kleine musical voor zijn rol als Boudewijn in De Kleine Blonde Dood - gewonnen
- John Kraaijkamp Musical Awards 2010: Beste mannelijke hoofdrol grote musical voor zijn rol als Bert in Mary Poppins - gewonnen
- John Kraaijkamp Musical Awards 2009: Beste mannelijke hoofdrol grote musical voor zijn rol als Ren McCormack in Footloose - gewonnen
- John Kraaijkamp Musical Awards 2008: beste mannelijke bijrol in een grote productie voor zijn rol als Joe Vegas in Fame - nominatie
- John Kraaijkamp Musical Awards 2008: nominatie aanstormend talent voor zijn rol in Fame - nominatie
- Sentimento Awards 2007: nominatie beste mannelijke alternate voor zijn rol als Danny in Grease